# Kanton Sault
Der Kanton Sault war bis 2015 ein französischer Wahlkreis im Arrondissement Carpentras, im Département Vaucluse und in der Region Provence-Alpes-Côte d’Azur. Er hatte den Hauptort Sault und wurde 2015 im Rahmen einer landesweiten Neugliederung der Kantone aufgelöst. 

## Gemeinden
Der Kanton bestand aus fünf Gemeinden:
| Gemeinde       | Einwohner Jahr | Fläche km² | Bevölkerungsdichte | Code INSEE | Postleitzahl |
| -------------- | -------------- | ---------- | ------------------ | ---------- | ------------ |
| Aurel          | 195 (2013)     | 28,9       | 7 Einw./km²        | 84005      | 84390        |
| Monieux        | 356 (2013)     | 47,12      | 8 Einw./km²        | 84079      | 84390        |
| Saint-Christol | 1.236 (2013)   | 46,08      | 27 Einw./km²       | 84107      | 84390        |
| Saint-Trinit   | 127 (2013)     | 16,66      | 8 Einw./km²        | 84120      | 84390        |
| Sault          | 1.359 (2013)   | 111,15     | 12 Einw./km²       | 84123      | 84390        |